# 復興：埃爾圖魯爾
《復興：埃爾圖魯爾》（土耳其語：Diriliş: Ertuğrul）是一套土耳其電視影集，是历史古裝剧類型。這齣電視劇的时代背景是13世纪的土耳其，主角是鄂图曼帝国創立人奥斯曼一世的父亲埃尔图鲁尔加齐。
此劇在不少穆斯林国家包括巴基斯坦和阿富汗热播，但在埃及等阿拉伯国家却被禁播。

## 演員與角色

### 主要角色
- 恩金·埃爾坦·杜扎坦 飾演 埃尔图鲁尔贝伊（Ertuğrul Bey）
- Cengiz Coşkun 飾演 Turgut Alp
- 艾絲拉·比爾吉奇 飾演 哈里米可敦（Halime Hatun）
- Nurettin Sönmez 飾演 Bamsı Beyrek
- Hülya Darcan 飾演 海梅可敦（英语：Hayme Hatun）